# Supraweste

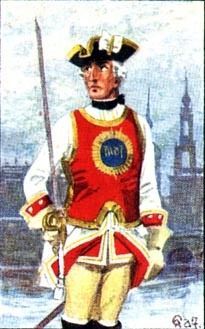
Trabant in Gala von der sächsischen Garde du Corps (Mitte 18. Jahrhundert)

Die Supraweste bzw. Superweste war ein Uniformstück, das als ärmel- und kragenloses Oberteil über dem eigentlichen Uniformrock getragen wurde. 
Die Supraweste ähnelte in der Form einem Kürass, bestand jedoch aus Stoff. Sie wurde meist nur bei Garden und insbesondere Haustruppen getragen und war daher meist auf der Vorderseite aufwändig bestickt. Sie entwickelte sich um 1700 aus dem Kasack und wurde nach den Koalitionskriegen meist nur mehr zum Dienst bei Hofe getragen.